# 19e groupe d'autos-mitrailleuses de cavalerie
Pour les articles homonymes, voir 19e groupe (unité militaire).
Le 19e groupe d'autos-mitrailleuses de cavalerie est une petite unité d'artillerie légère mobile créée en 1921, mise à la disposition de l'armée du Levant.
Elle devient 19e escadron d'autos-mitrailleuses de cavalerie le 1er novembre 1922.

## Création, affectations, dénominations
On peut dater de la nomination du capitaine de Galard, son futur commandant, le point de départ de la formation de ce nouveau groupe d'autos-mitrailleuses le 5 novembre 1920 à la caserne du 13e régiment de hussards à Melun. Cet officier très expérimenté doit pouvoir compter sur les ressources en hommes et en matériels du 11e groupe d'autos-mitrailleuses qu'il commandait depuis le début de l'année et déjà en garnison dans cette ville depuis un an. Rejoint par le lieutenant Bouxin, chef de section, en mars 1921, le groupe peut quitter la France à la mi-juin. Il est immédiatement rattaché au 1er régiment de cavalerie du Levant, lui-même organiquement affecté à la 3e division du Levant pour encore quelques mois. Il devient ensuite très difficile de suivre les affectations du 19e groupe d'AMC, car elles varient au gré des missions qui lui sont confiées. De plus les sections opèrent le plus souvent indépendamment les unes des autres avec des rattachements différents, ce qui ôte tout sens à la recherche des affectations du groupe dans son entier.
En mars 1922, le 6e, le 17e et le 19e groupes d'AMC présents au Levant constituent le « groupement des unités d’AMC du Levant ». Lorsque les groupes d'AMC deviennent des escadrons d'autos-mitrailleuses, le 1er novembre 1922, cette unité supérieure devient le 7e groupe d'escadrons d'autos-mitrailleuses de cavalerie (EAMC). Le 1er mars 1923, le 19e EAMC est renommé 28e EAMC.

## Opérations
Les travaux sur le 19e groupe d'AMC disponibles à ce jour (juin 2025) ne permettent pas de retracer l'histoire de cette unité. On n'en connait que de rares épisodes :
- Une section du groupe est mentionnée pour la première fois en opérations dès le 14 juillet 1921 à Damas, lorsque rattachée à la 3e division du Levant (DL), elle semble remplacer une des sections du 6e groupe A.M.C. Quand la 3e DL devient « Troupes de l’État de Damas », en août 1921, sa composition organique ne change pas. Au 1er septembre et au 1er octobre 1921 ces troupes comprennent toujours une section du 19e GAMAC stationnée à Damas dont on ignore l'emploi[2].
- Le 21 juillet 1922, la section du lieutenant Bouxin, du 19e groupe, livre un combat à Asleh sur la route de Deraa à la frontière de la Syrie et de la Transjordanie où stationnent depuis six mois une compagnie du 3e bataillon du régiment de tirailleurs sénégalais et deux compagnies du 415e régiment d'infanterie. Tout le personnel de la section est tué.
- En septembre 1922,le groupe est cantonné à Hama où le capitaine de Galard Terraube reçoit son brevet de Légion d’Honneur.

## Commandant du groupe
Le capitaine Élie de Galard-Terraube, après avoir commandé successivement les 6e et 11e groupes d'autos-mitrailleuses et d'autos-canons (GAMAC), est nommé le 5 novembre 1920 commandant du nouveau 19e groupe d'autos-mitrailleuses de cavalerie (AMC) en cours de constitution à Melun. Il reste à la tête de l'unité jusqu'au 4 juin 1923 pour être rapatrié en France après 23 mois de services extérieurs.

## Matériels
Le 19e groupe d'autos-mitrailleuses de cavalerie (AMC) apparait doté à l'origine d'autos-mitrailleuses et autos-canons des modèle 1915. On ignore quand il a été équipé des autos-mitrailleuses de Ségur-Lorfeuvre sur châssis White TBC.